# ميشيل برونيه (راقص على الجليد)
ميشيل برونيه هو راقص على الجليد كندي، ولد في 31 ديسمبر 1970 في هال ‏ في كندا.

## وصلات خارجية
- ميشيل برونيه على موقع أوليمبيديا (الإنجليزية)